# أصيلة ميرزا يوروفا
أصيلة عبيد الله قيزي ميرزا يوروفا (بالأوزبكية: Asila Ubaydulla qizi Mirzayorova) (مواليد 3 يوليو 1999، قرشي)، هي رياضية ألعاب قوى بارالمبية أوزبكية تُنافس ضمن الفئة تي 11 الخاصة بضعاف البصر. فازت بالميدالية الفضية لمسابقة القفز العلوي للنساء في الألعاب البارالمبية الصيفية 2020 التي نُظمت بالعاصمة اليابانية طوكيو. ضمن الألعاب البارالمبية الصيفية 2024، فازت أصيلة بالميدالية الذهبية في نفس المسابقة، كما حطمت الرقم القياسي البارالمبي مرتين، بعد تسجيلها لقفزة بطول 5.24 أمتار.

## طفولتها ونشأتها
وُلدت أصيلة في 6 يوليو 1999 في مدينة كارشي التي تقع في ولاية قشقداريا في أوزبكستان. كانت أصيلة إلى غاية سن الخامسة عشرة تتمتع ببصر مثالي، وكانت تدرس البيانو في مدرسة موسيقية. بعد إصابة في الرأس تعرضت لها، فقدت بصرها، وبدأت لاحقا في المشاركة في المنافسات الرياضية.
في عام 2021، وبموجب مرسوم رئاسي من الرئيس الأوزبكي شوكت ميرضيايف، تُوجت أصيلة بوسام "الرياضي المُشرّف لجمهورية أوزبكستان" (بالأوزبكية: Oʻzbekiston Respublikasida xizmat koʻrsatgan sportchi).

## مسارها الرياضي
في عام 2016، استهلت أصيلة مسارها الرياضي في ألعاب القوى البارالمبية تحت إشراف المدرب ساردور عبد الخالقوف. اعتبارا من عام 2017، بدأت أصيلة المشاركة في المنافسات الدولية. في نفس السنة، فازت ببطولة أوزبكستان لألعاب القوى البارالمبية في القفز الطولي. في ذلك العام أيضا، حصدت ميدالية ذهبية في الوثب الطولي في بطولة الألعاب الآسيوية البارالمبية للشباب. في الألعاب البارالمبية الآسيوية 2018 في جاكرتا عاصمة إندونيسيا، فازت بميدالية برونزية في القفز الطولي بقفزة بلغت 4.47 أمتار. في 2019، وفي بطولة العالم لألعاب القوى لذوي الاحتياجات الخاصة 2019 في دبي الإماراتية، احتلت المركز السابع بقفزة بلغت 4.44 أمتار.
في 2021، فازت أصيلة بالميدالية الفضية في منافسة القفز الطويل للسيدات فئة تي 11 في الألعاب البارالمبية الصيفية التي أُقيمت في طوكيو عاصمة اليابان. في عام 2021، حصلت أصيلة على "وسام أوزبكستان" (بالأوزبكية: O‘zbekiston belgisi). في نفس العام، فازت بميدالية ذهبية في الوثب الطولي في بطولة الجائزة الكبرى لألعاب القوى البارالمبية في دبي. في الألعاب البارالمبية الصيفية في طوكيو في منافسة الوثب الطويل فئة تي 11، حققت وثبة بطول 4.91 متر، مما منحها الميدالية الفضية في الألعاب.
في 2023، فازت أصيلة بالميدالية الذهبية في منافسة القفز الطولي للسيدات فئة تي 11 في بطولة العالم لألعاب القوى لذوي الاحتياجات الخاصة التي أُقيمت في باريس، بعد أن حققت قفزة بطول 5.13 أمتار. بهذه النتيجة، ضمنت أصيلة التأهل إلى الألعاب البارالمبية الصيفية 2024. في ألعاب باريس، حققت أصيلة الميدالية الذهبية، وأيضا سجلت رقما بارالمبيا جديدا بقفزة بلغت 5.24 أمتار.

## وصلات خارجية
- أصيلة ميرزا يوروفا على موقع Paralympic.org (الإنجليزية)
- أصيلة ميرزا يوروفا على موقع IPC.InfostradaSports.com (مؤرشف) (الإنجليزية)